# Огурцов, Юрий Семёнович
Юрий Семёнович Огурцов (24 апреля 1936, Подольский район, Московская область) — советский футболист, нападающий.

## Биография
Начинал играть за команды «Труд» из Ногинска (1960), Тулы (1961, обе — класс «Б») и Балашихи (1961, КФК). 12 сентября 1961 года дебютировал в чемпионате СССР в составе ленинградского «Адмиралтейца» — в матче против «Зенита» (2:2) вышел после перерыва и через шесть минут забил первый ответный мяч. До конца сезона провёл ещё четыре матча в чемпионате, забил два гола. В Кубке СССР играл в 1/4 и 1/2 финала. 1962 год начал в «Динамо» Ленинград, но, не проведя ни одного матча, перешёл в «Вымпел» Калининград. В 1963 году сыграл четыре матча, забил один гол за «Металлург» Запорожье.